# セルース猟獣保護区
セルース猟獣保護区は、タンザニアにある動物たちの保護区。その名前（ここでの "Game" は狩の対象となる鳥や獣のこと）が表すように、元々は狩猟用の保護区として設定されたものであったが、現在は狩猟が禁止された純粋な保護区となっている。大型哺乳類が万単位で生息し、動物保護区としては世界最大級の面積を誇る。その動物相の多彩さと規模、および人の手がほとんど入ってこなかった点が評価され、ユネスコの世界遺産にも登録されている。
上述の通り現在は狩猟を目的としない保護区となっていることから、日本では「セルース動物保護区」と意訳されることも多い。
なお、後述の通り2019年に猟獣保護区から国立公園に昇格しており、現在は「ニエレレ国立公園」に改称されている。

## 歴史
この保護区の歴史は1905年に始まった。当時ドイツ領東アフリカに含まれていたルフィジ川沿いのこの一帯2500km2を、ドイツ皇帝ヴィルヘルム2世が妻アウグステ・ヴィクトリアに贈ったのが最初である。当初は狩猟の好きなアウグステのための独占的な狩猟場として設定されていた。
第一次世界大戦の結果、ドイツ領東アフリカはイギリスのものとなったことに伴い、この保護区もイギリスのものとなった。当時サンバ・ヤ・ビビ（現地語で「妻の土地」）と呼ばれていた保護区は、この時から「セルース猟獣保護区」と改称された。セルースとは、探険家としても知られ、1918年にドイツ領東アフリカの戦闘に従軍して戦死したフレデリック・セルーを記念したものである。
その後の保護区は順次拡大された一方で、何度となく起こった観光開発化の議論に逆らい続け、現在まで続く人の手のほとんど入らない豊かな動物相を誇る巨大保護区へと成長したのである。
2019年、保護区のうち北部30,893平方キロメートルの範囲が国立公園に昇格し、タンザニアの初代大統領であったジュリウス・ニエレレの名前にちなんでニエレレ国立公園に改称された。

## 動物相

### 大型動物
数万頭から10万頭以上が確認されている大型動物として、ゾウ（アフリカゾウ）、アフリカスイギュウ、オグロヌー（シロヒゲオグロヌー）、サバンナシマウマ、インパラなどが生息している。このほか、カバ、キリン、レイヨウ（セーブルアンテロープ、コンジハーテビースト、クーズー、イランド）、チーター、リカオン、ナイルワニなども生息し、密猟によって数は大きく減ってしまったもののサイ（クロサイ）なども生き残っている。

### その他

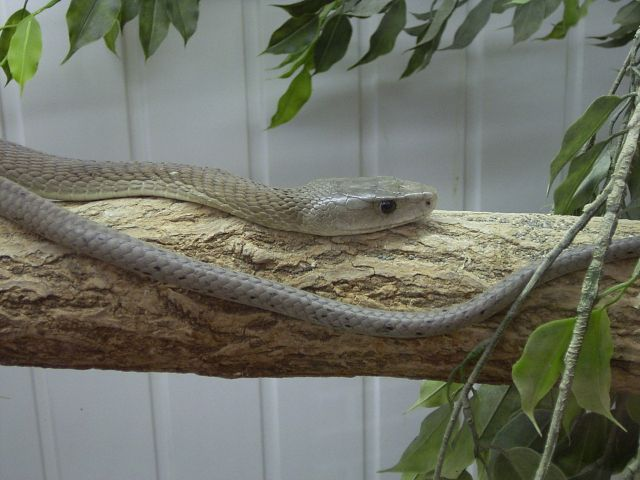
猛毒を持つブラックマンバ

鳥類はウズンガモリテッケイ、ベニバネタイヨウチョウなどが生息している。
この地には伝染病を媒介するツェツェバエや、猛毒を持つブラックマンバなども生息している。人畜にとって非常に脅威となる生物であるが、これらの存在が人を遠ざけたことによって、環境が保持された側面があるのも事実である。

## 地図

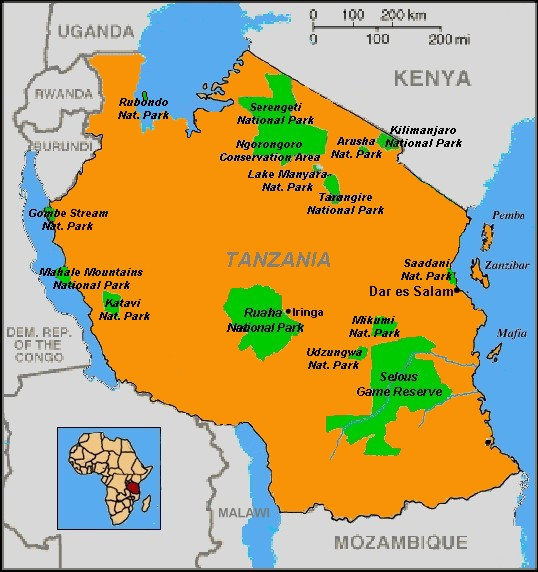
右下に見えるのがセルース保護区

## 植物相
ミオンボという落葉樹林、雨林、草原、河畔林、沼地などの多様な植生がある。アカシアなど、確認されている植物は2000種を超える。

## 登録基準
この世界遺産は世界遺産登録基準のうち、以下の条件を満たし、登録された（以下の基準は世界遺産センター公表の登録基準からの翻訳、引用である）。
- (9) 陸上、淡水、沿岸および海洋生態系と動植物群集の進化と発達において進行しつつある重要な生態学的、生物学的プロセスを示す顕著な見本であるもの。
- (10) 生物多様性の本来的保全にとって、もっとも重要かつ意義深い自然生息地を含んでいるもの。これには科学上または保全上の観点から、すぐれて普遍的価値を持つ絶滅の恐れのある種の生息地などが含まれる。